# Незвичайні пригоди Карика і Валі (анімаційний фільм)
Незвичайні пригоди Карика і Валі (рос. Необыкновенные приключения Карика и Вали) - російський повнометражний дитячий мультфільм, знятий 2005 року режисером Олександром Люткевичем за мотивами однойменної повісті Яна Ларрі. Це друга екранізація твору, раніше була знята екранізація фільм Незвичайні пригоди Карика і Валі.

## Сюжет
Брат і сестра Карик і Валя випадково зменшили себе до розмірів комах, з'ївши незвичайні пігулки, знайдені ними в квартирі їхнього сусіда, професора Єнотова. Верхом на бабці діти переносяться в дивовижний світ рослин і комах, що живе за своїми законами, невідомим людині.
Поки хлопців шукають невтішні батьки та міліція, професор Єнотов розуміє, куди зникли діти. Випивши пігулки та зменшившись, він поспішає на допомогу Карику та Валі. Герої чекають неймовірні пригоди та приголомшливі відкриття у світі флори та фауни на шляху додому.

## У ролях
- Георгій Мурадян-Карик
- Дар'я Петрова-Валя
- Микола дроздов-професор Єнотов
- Олексій Колган-бабуся, міліціонер
- Ганна Глазкова-мама